# Berikon
Berikon (in einheimischer Mundart: [ˈb̥ɛɾkχə]) ist eine Einwohnergemeinde im Schweizer Kanton Aargau. Sie gehört zum Bezirk Bremgarten und liegt unmittelbar südlich der Mutschellen-Passhöhe an der Grenze zum Kanton Zürich.

## Geographie
Das Gemeindegebiet von Berikon dehnt sich vom Mutschellenpass am Fusse des Hasenbergs in südöstlicher Richtung auf dem Höhenzug Holzbirrliberg über dem Reusstal aus. Das rund zwei Kilometer lange Dorf besteht (von Nordwesten nach Südosten) aus den Ortsteilen Mutschellen, Unterberikon und Oberberikon, die in den letzten Jahrzehnten zusammengewachsen sind, aber auch mit den Nachbargemeinden Rudolfstetten-Friedlisberg, Widen und Zufikon. In Oberberikon entspringt der Rummelbach, der nach drei Kilometern auf dem Gemeindegebiet von Dietikon in die Reppisch mündet.
Die Fläche des Gemeindegebiets beträgt 538 Hektaren, davon sind 176 Hektaren mit Wald bedeckt und 118 Hektaren überbaut. Der höchste Punkt befindet sich auf 670 m ü. M. im Gebiet Allmend an der östlichen Gemeindegrenze, der tiefste auf 522 m ü. M. in der Schlossmatt an der südlichen Gemeindegrenze. Nachbargemeinden sind Rudolfstetten-Friedlisberg im Norden, Birmensdorf im Osten, Oberwil-Lieli im Süden, Zufikon im Westen und Widen im Nordwesten.

## Geschichte
Einzelne Funde weisen auf eine Besiedlung während der Jungsteinzeit hin. Berikon ist um die Mitte des 12. Jahrhunderts mehrfach als Percheim/Bercheim urkundlich bezeugt. Der Ortsname stammt wohl vom althochdeutschen bërg-heim und bezeichnet den Ort als erhöht liegende Wohnstätte. Er wandelte sich im Laufe der Zeit über Berchein und Berkein zu im 14. Jahrhundert belegtem Berken und erscheint 1675 schliesslich als Berekhen.
Das Dorf diente im Mittelalter als Gerichtsstätte der Habsburger im Freiamt Affoltern, der Galgen stand im Gebiet Mattenhof. Im 14. Jahrhundert war Berikon ein Lehen der Grafen von Habsburg-Laufenburg, die es an die Herren von Schönenwerd bei Dietikon weiterverliehen. 1374 erwarb die Stadt Bremgarten die niedere Gerichtsbarkeit und richtete eine Untervogtei ein, die bis 1798 Bestand hatte.

Luftansicht (1966)

Bei der Eroberung des Aargaus durch die Eidgenossen im Jahre 1415 kam Berikon zunächst unter die Landesherrschaft der Stadt Zürich und wurde dann 1471 geteilt. Oberberikon gelangte zum Kelleramt, während Unterberikon dem Amt Rohrdorf der Grafschaft Baden zugeteilt wurde. Im März 1798 marschierten die Franzosen in die Schweiz ein und riefen die Helvetische Republik aus. Beide Gemeinden gelangten zum kurzlebigen Kanton Baden. Bei der Gründung des Kantons Aargau im Jahr 1803 wurden die Einwohnergemeinden wiedervereinigt, die Trennung in zwei Ortsbürgergemeinden hatte jedoch bis 1906 Bestand.
Am 1. Mai 1902 erhielt Berikon nach der Eröffnung der Bremgarten-Dietikon-Bahn mit einer Haltestelle auf dem Mutschellen Anschluss ans Eisenbahnnetz. Bis Ende der 1950er Jahre blieb Berikon ein bescheidenes Bauerndorf mit nur leicht ansteigender Bevölkerungszahl. Doch dann setzte, begünstigt durch die Nähe zu Zürich, ein beispielloser Bauboom ein. Zwischen 1960 und heute vervierfachte sich die Einwohnerzahl. Berikon wuchs mit den Nachbargemeinden zusammen und ist heute Teil der Agglomeration Zürich.

## Sehenswürdigkeiten

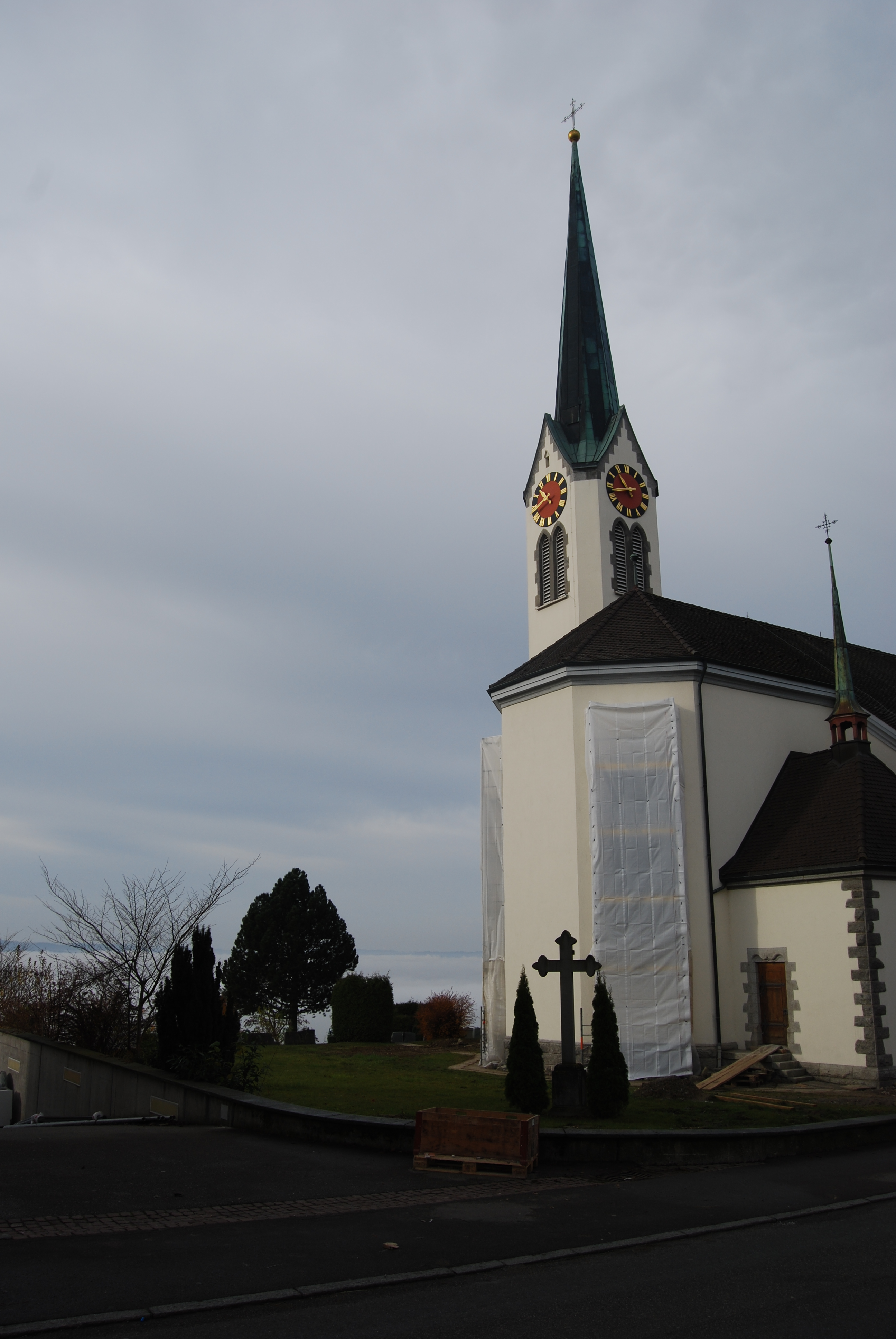
Kirche St. Mauritius

Eine dem Heiligen Mauritius geweihte Kapelle bestand seit mindestens 1420. Bis 1860 gehörte Berikon zur Pfarrei Oberwil. Südlich der alten Kapelle entstand ab 1856 nach Plänen von Joseph Caspar Jeuch die Pfarrkirche St. Mauritius. Die Einweihung dieser Saalkirche im neugotischen Stil erfolgte 1862. Wegen Einsturzgefahr musste der Glockenturm 1903/04 vollständig renoviert werden, gleichzeitig verlängerte man das Kirchenschiff und baute Chor und Sakristei neu. Im Gebiet Gunzenbühl ist ein Geologielehrpfad zu finden.

## Wappen
Die Blasonierung des Gemeindewappens lautet: «In Weiss gestieltes grünes Kleeblatt.» Dieses Wappen erschien erstmals 1811 auf dem amtlichen Gemeindesiegel. Gemäss einem Bericht aus dem Jahr 1872 soll sich das Kleeblatt auf drei Höfe beziehen, die sich zusammenschlossen und so den Grundstein zur heutigen Gemeinde legten.

## Bevölkerung
Die Einwohnerzahlen entwickelten sich wie folgt:
| Jahr      | 1850 | 1900 | 1930 | 1950 | 1960 | 1970 | 1980 | 1990 | 2000 | 2010 | 2020 |
| Einwohner | 549  | 701  | 767  | 900  | 1156 | 1593 | 2314 | 3765 | 4358 | 4571 | 4749 |

Am 31. Dezember 2023 lebten 4934 Menschen in Berikon, der Ausländeranteil betrug 20,3 %. Bei der Volkszählung 2015 bezeichneten sich 40,4 % als römisch-katholisch und 23,3 % als reformiert; 36,3 % waren konfessionslos oder gehörten anderen Glaubensrichtungen an. 92,6 % gaben bei der Volkszählung 2000 Deutsch als ihre Hauptsprache an, 1,6 % Italienisch, 1,0 % Französisch, 0,7 % Albanisch sowie je 0,6 % Englisch und Spanisch.

## Politik und Recht
Die Versammlung der Stimmberechtigten, die Gemeindeversammlung, übt die Legislativgewalt aus. Ausführende Behörde ist der fünfköpfige Gemeinderat. Er wird im Majorzverfahren vom Volk gewählt, seine Amtsdauer beträgt vier Jahre. Der Gemeinderat führt und repräsentiert die Gemeinde. Dazu vollzieht er die Beschlüsse der Gemeindeversammlung und die Aufgaben, die ihm vom Kanton zugeteilt wurden. Für Rechtsstreitigkeiten ist in erster Instanz das Bezirksgericht Bremgarten zuständig. Berikon gehört zum Friedensrichterkreis VII (Bremgarten).

## Wirtschaft
Etwas mehr als 330 kleine und mittlere Unternehmen (KMU) bieten in Berikon gemäss der im Jahr 2015 erhobenen Statistik der Unternehmensstruktur (STATENT) rund 1500 Arbeitsplätze an, davon 3 % in der Landwirtschaft, 11 % in der Industrie und 86 % im Dienstleistungssektor. Die Mehrheit der erwerbstätigen Bevölkerung arbeitet allerdings in der Stadt Zürich oder im nahe gelegenen Limmattal.

## Verkehr
Die Hauptstrasse 1 über den Mutschellen ist eine der wichtigsten Hauptstrassen der Schweiz. Von der Passhöhe aus führt die Kantonsstrasse 282 in Richtung Baden, die Kantonsstrasse 411 durch Berikon in Richtung Jonen. Das Dorf wird über die Kantonsstrasse 263 (Sädelstrasse) von Bremgarten nach Birmensdorf südlich umfahren. Bei Birmensdorf, in rund drei Kilometern Entfernung, besteht Anschluss an die Westumfahrung Zürich, die Autobahn A4.
Der Bahnhof Berikon-Widen der Bremgarten-Dietikon-Bahn von Dietikon nach Wohlen steht auf der Mutschellen-Passhöhe. Von dort aus fahren Postautos nach Baden und Zürich-Wiedikon, ferner ein Schnellbus der Gesellschaft Limmat Bus von Oberrohrdorf über Berikon und den Uetlibergtunnel zum Bahnhof Zürich-Enge. An Wochenenden verkehren Nachtbusse von Dietikon über Berikon nach Oberwil-Lieli sowie von Dietikon über den Mutschellen nach Wohlen und Sarmenstorf.

## Bildung
Die Gemeinde verfügt über vier Kindergärten und drei Schulhäuser, in denen sämtliche Stufen der obligatorischen Volksschule unterrichtet werden (Primarschule, Realschule, Sekundarschule und Bezirksschule). Das nächstgelegene Gymnasium ist die Kantonsschule Wohlen.

## Persönlichkeiten
- Rainer Huber (* 1948), Aargauer Regierungsrat, Gemeindeammann während 15 Jahren, Ehrenbürger

- Dina Wyler, Malerin. Sie lebte von 1959 bis 2007 in Berikon.[16]